# Coll del Pillon
Coll del Pillon (francès: Col du Pillon) és un port de muntanya de 1546 m als Alps suïssos occidentals, que enllaça els pobles d'Aigle, Le Sépey i Les Diablerets (al cantó de Vaud) amb Gstaad (al cantó de Berna).
El coll és troba dins del cantó de Vaud, aproximadament a un quilòmetre de la frontera amb el cantó de Berna. A sobre del coll s'hi troba el massís dels Diablerets i l'estació inferior del telefèric (Glacier 3000) cap al pic Scex Rouge surt del port mateix. La carretera, oberta tot l'any, té un pendent de l'11% i el tonatge màxim autoritzat és de 32 tones.